# خورخي سيلفا
خورخي سيلفا هو لاعب كرة قدم برتغالي، ولد في 22 مارس 1996 في بورتو في البرتغال. لعب مع سبورتينغ لشبونة ب.

## وصلات خارجية
- خورخي سيلفا على موقع الاتحاد الأوربي (الإنجليزية)
- خورخي سيلفا على موقع قاعدة بيانات كرة القدم.إي يو (الإنجليزية)
- خورخي سيلفا على موقع Soccerway.com (الإنجليزية)